# 双(2,4,6-三氯苯基)草酸酯
双(2,4,6-三氯苯基)草酸酯（简写：TCPO)是一种有机化合物，用于某些荧光棒中。其化学性质较为稳定。

## 合成
TCPO的合成可通过2,4,6-三氯苯酚和略过量的草酰氯在干燥的苯中反应，缚酸剂选用三乙胺：

## 发光机理
TCPO在H2O2的作用下，产生[C2O4]：
[C2O4] + F → F* + 2CO2
F* → F + hv.

## 应用
TCPO可以应用于LC-TCPO化学检测，其检测原理是利用一些有机物在TCPO-H2O2体系中的化学发光反应。

## 拓展阅读
- MM Nakamura, N Coichev, JM Lin, M Yamada. Flow-injection investigation of the chemiluminescent reaction of bis (2, 4, 6-(trichlorophenyl) oxalate) with free chlorine（页面存档备份，存于）. Analytica Chimica Acta, 2003. Vol.484, Iss.1: 101-109